# Зубков Валентин Іванович
Валентин Іванович Зубков (12 травня 1923, село Пєсочня, Рязанська губернія, Російська імперія — 18 січня 1979) — радянський актор, Заслужений артист РРФСР (1969).

## Життєпис
Навчався в Армавірській військовій авіаційній школі (1941—1943). Був льотчиком на фронтах радянсько-німецької війни. Літав на завдання, механік Чкалова говорив про нього: «Цей хлопець ніколи не загине».
У кіно прийшов з художньої самодіяльності, не маючи ніякої спеціальної освіти. Перші кіноролі були епізодичними («Близнюки» (1945) і «Російське питання» (1947)).
Через деякий час добре і відкрите обличчя, ладна фігура актора привернули увагу кінематографістів. В кінці сорокових років займався в самодіяльної театральної студії при МДУ, якою керував Костянтин Воїнів. У Воїнова Зубков згодом зіграв головні ролі у фільмах «Троє вийшли з лісу» (1958), «Над Тисою» (1958), «Сонце світить всім» (1959) і епізодичну роль у картині «Дядечків сон» (1966).
Свою першу головну роль він виконав у 1955 році, знявшись у фільмі «Це починалось так…». У 1957-му грав другорядні, але пам'ятні ролі двох Степанів: солдата-фронтовика в «Летять журавлі» і негативного персонажа у фільмі «Комуніст».
З 1960 — актор Театру-студії кіноактора.
Влітку 1977 року загинув єдиний син актора, 23-річний Сергій Зубков. Тільки-тільки повернувшись з армії, він поїхав відпочивати в село до тітки під Угличем і потонув у річці. Як це сталося, досі незрозуміло. У човні Сергій був не один, а зі своїм приятелем, і коли вона раптово перекинулася, обидва вони не зуміли виринути на поверхню води. Цілу добу їх шукали, але течія віднесла тіла далеко від місця трагедії. Тільки рано вранці туристи, які відпочивали в тих краях, виявили тіла. Розповідають, що коли хтось із селищних прибіг до хати Зубкових із цією звісткою, на Зубкова-старшого було страшно дивитися: він зарився в якісь тілогрійки, що висіли на вішалці в сінях, і закричав так голосно, що було чути на іншому кінці села.
Смерть сина підкосила актора, і незабаром він серйозно захворів: інсульт, склероз. Актор практично нічого не пам'ятав, навіть не міг назвати ім'я своєї дружини Ніни, з якою прожив тридцять років (вони одружилися в 1947 році). Останнім часом хвороба прогресувала: коли Зубков виходив погуляти, дружина клала йому в кишеню записку з домашньою адресою, щоб він міг повернутися назад. Відразу після Нового року актор вчергове потрапив до лікарні, звідки живим вже не повернувся.
Похований в Підмосков'ї на Черкізовському (Північному) кладовищі в селищі Подрезково, поруч з сином Сергієм і дружиною Ніною Михайлівною.

## Фільмографія
Грав у фільмах:
- 1945: «Близнюки» — епізодична роль, покупець у магазині;
- 1947: «Російське питання» — грає шофера везе в машині Джессі (Олена Кузьміна) і Гаррі Сміта (Всеволод Аксьонов) (Епізодична роль);
- 1956: «Це починалось так…» — бригадир Василь Петрович Скворцов;
- 1957: «Летять журавлі» — Степан, один Бориса;
- 1957: «Комуніст» — Степан;
- 1958: «Троє вийшли з лісу» — Сергій Платонович Кошелев;
- 1958: «Над Тисою» — Кларк (псевдо-Белограй);
- 1959: «Травневі зірки» — солдат (у титрах не вказаний);
- 1959: «Сонце світить всім» — Микола Максимович Савельєв;
- 1959: «Батьківський дім» — Сергій Іванович Нікітін, голова;
- 1960: «Час літніх відпусток» — Гліб Горєлов, коханий Світлани;
- 1960: «Леон Гаррос шукає друга» — Андрій Петрович Савінов, полярний льотчик, наречений Наташі;
- 1960: «Північна повість» — Тихонов — художник / Тихонов — солдат;
- 1960: «Яша Топорков» — Герман;
- 1961: «Людина йде за сонцем» — Військовий Музикант (валторніст);
- 1961: «Євдокія» — Порохіна;
- 1962: «Повінь» — Зіновій Олексійович;
- 1962: «Іванове дитинство» — Леонід Холін, капітан;
- 1962: «Сім няньок» — Григорій Іванович Волошин, парторг цеху;
- 1963: «День щастя» — Федір Андрійович Орлов;
- 1964: «Поїзд милосердя» — Іван Єгорович Данилов, (Зубков знявся зі своїм сином Сергієм.);
- 1965: «Від семи до дванадцяти» (епізод Парасолька) — папа Люсі;
- 1966: «Дикий мед» — майор Сербін;
- 1966: «Я солдат, мамо» — старшина;
- 1966: «Немає і так» — Лобов;
- 1966: «Дядечків сон» — Вася, шкільний учитель, вмираючий від сухот;
- 1968: «Таємничий чернець» — Лобов, голова ВЧК;
- 1968: «На війні, як на війні» — Басов, командир полку самоходок;
- 1968: «Карантин» — Дорошенко;
- 1969: «Її ім'я — Весна» — воєнком;
- 1969: «Увага, цунамі!» — Мічман Варавва (Одеська кіностудія);
- 1969: «Я його наречена» — Толкунов;
- 1969: «Кроки по землі» — Матвій Петрович Журавльов, професор, керівник археологічної експедиції;
- 1971: «Дівчина з камери № 25»: Кузьма Жилін (роль дублює Юрій Боголюбов);
- 1971: «Антрацит» — помічник тренера збірної України з боксу;
- 1972: «Хлопчаки» — народ хороший — полярний льотчик Олексій Климов, дядько Романа;
- 1972: «Останній форт» — Воронін;
- 1972: «А пароплави гудуть і йдуть...» — Гурій Іванович;
- 1973: «З тобою і без тебе» — слідчий;
- 1973: «Транзит на північ» (фільм-спектакль) — Орлов;
- 1974: «Якщо хочеш бути щасливим» — епізодична роль.